# Débrichté
Débrichté (en macédonien Дебриште) est un village du centre de la Macédoine du Nord, situé dans la municipalité de Rosoman. Le village comptait 92 habitants en 2002.

## Démographie
Lors du recensement de 2002, le village comptait :
- Macédoniens : 91
- Serbes : 1